# Ignace-Gaston Pardies
Ignace-Gaston Pardies (Pau, Pirenéus Atlânticos, 5 de setembro de 1636 – 21 de abril de 1673) foi um padre católico e cientista. Morreu de febre contraída enquanto ministrava aos prisioneiros do Bicêtre Hospital, perto de Paris.

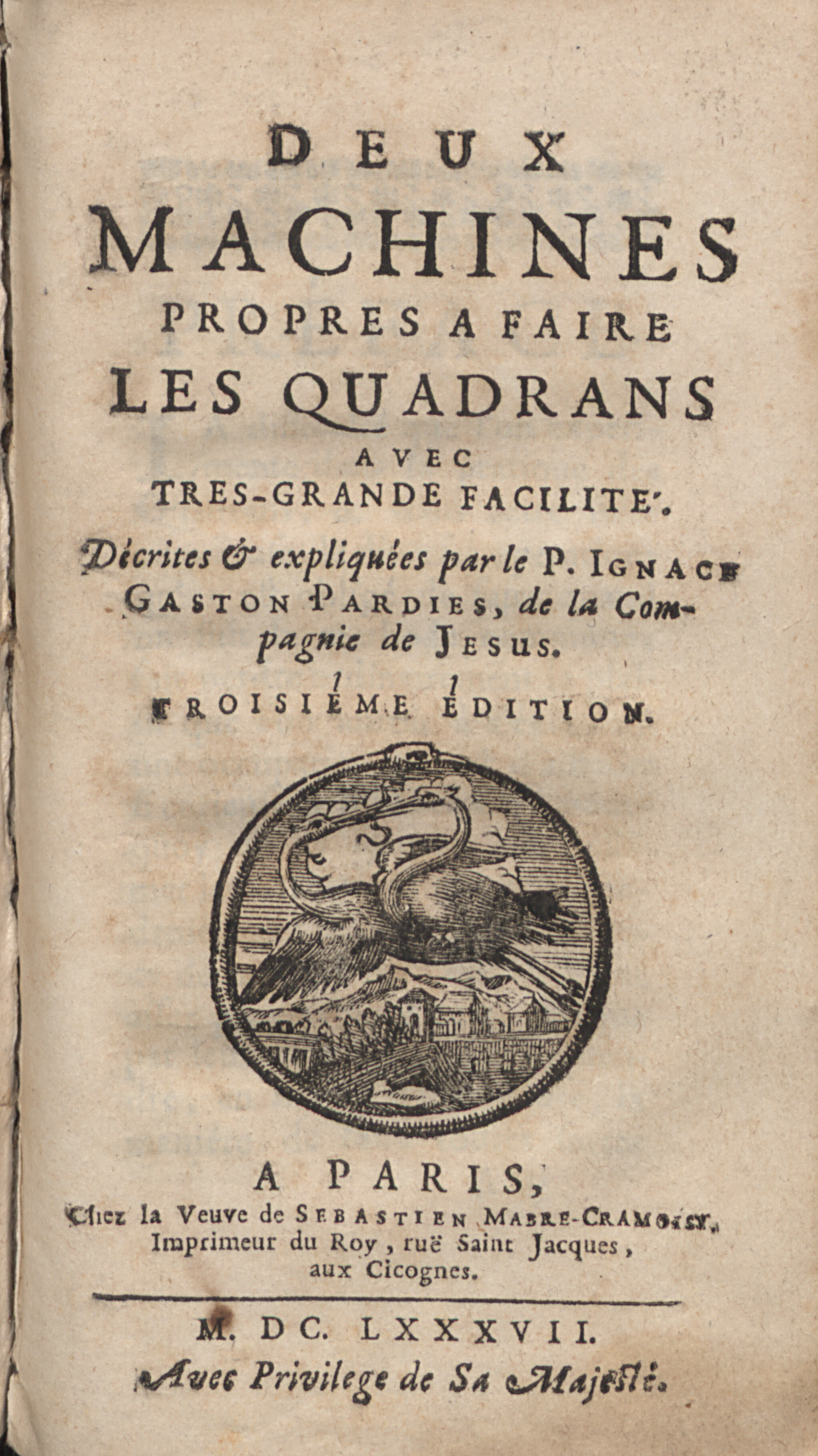
Deux machines propres à faire les quadrans, 1687

Pardies nasceu em Pau, filho de um conselheiro da assembléia local. Entrou na Companhia de Jesus em 17 de novembro de 1652 e por um tempo ensinou literatura clássica; durante este período compôs várias obras latinas curtas, em prosa e verso. Após sua ordenação ensinou filosofia e matemática no Lycée Louis-le-Grand em Paris. Seu trabalho científico mais antigo é Horologium Thaumanticum Duplex (Paris, 1662), no qual é descrito um instrumento que ele inventou para a construção de vários tipos de relógios de sol. Três anos depois foi publicado seu Dissertatio de Motu et Natura Cometarum, separadamente em latim e em francês (Bordeaux, 1665). Seu La Statique (Paris, 1673) argumentou que a teoria de Galileu Galilei não era exata. Isto, juntamente com o Discours du mouvement local (Paris, 1670) e o manuscrito Traité complet d'Optique, no qual seguiu a teoria ondulatória da luz (que a identifica como vibração harmônica), fazem parte de um trabalho geral sobre física que ele havia planejado. Traité complet d'Optique foi estudado por Pierre Ango (1640-1694), um confrade de Pardies por seu livro L`Optique, que ele publicou em 1682 após a morte prematura de Pardies. O manuscrito também foi mencionado por Christiaan Huygens em seu Tratado sobre a luz. Huygens mencionou em 1668 que a teoria de Pardies estabeleceu que a velocidade da luz é finita.
Ele se opôs à teoria da refração de Isaac Newton e suas cartas, juntamente com as respostas de Newton (que tão satisfeitas foram para Pardies que ele retirou suas objeções) são encontradas nos Philosophical Transactions of the Royal Society de 1672 e 1673. Um proponente do Mecanismo, seu Discours de la Connaissance des Bestes (Paris, 1672) combateu a visão de René Descartes sobre os animais, mas o fez tão fracamente que muitos a consideraram uma defesa encoberta e não uma refutação, uma impressão que o próprio Pardies depois tentou destruir. Seu Elémens de Géométrie (Paris, 1671) foi traduzido para o latim e o inglês. Deixou em manuscrito um trabalho intitulado Art de la Guerre e um atlas celestial composto por seis mapas, publicados após sua morte (Paris, 1673-1674). Suas obras matemáticas e físicas coletadas foram publicadas em francês (Haia, 1691) e em latim (Amsterdam, 1694). Foi membro da academia do anatomista Pierre Bourdelot.

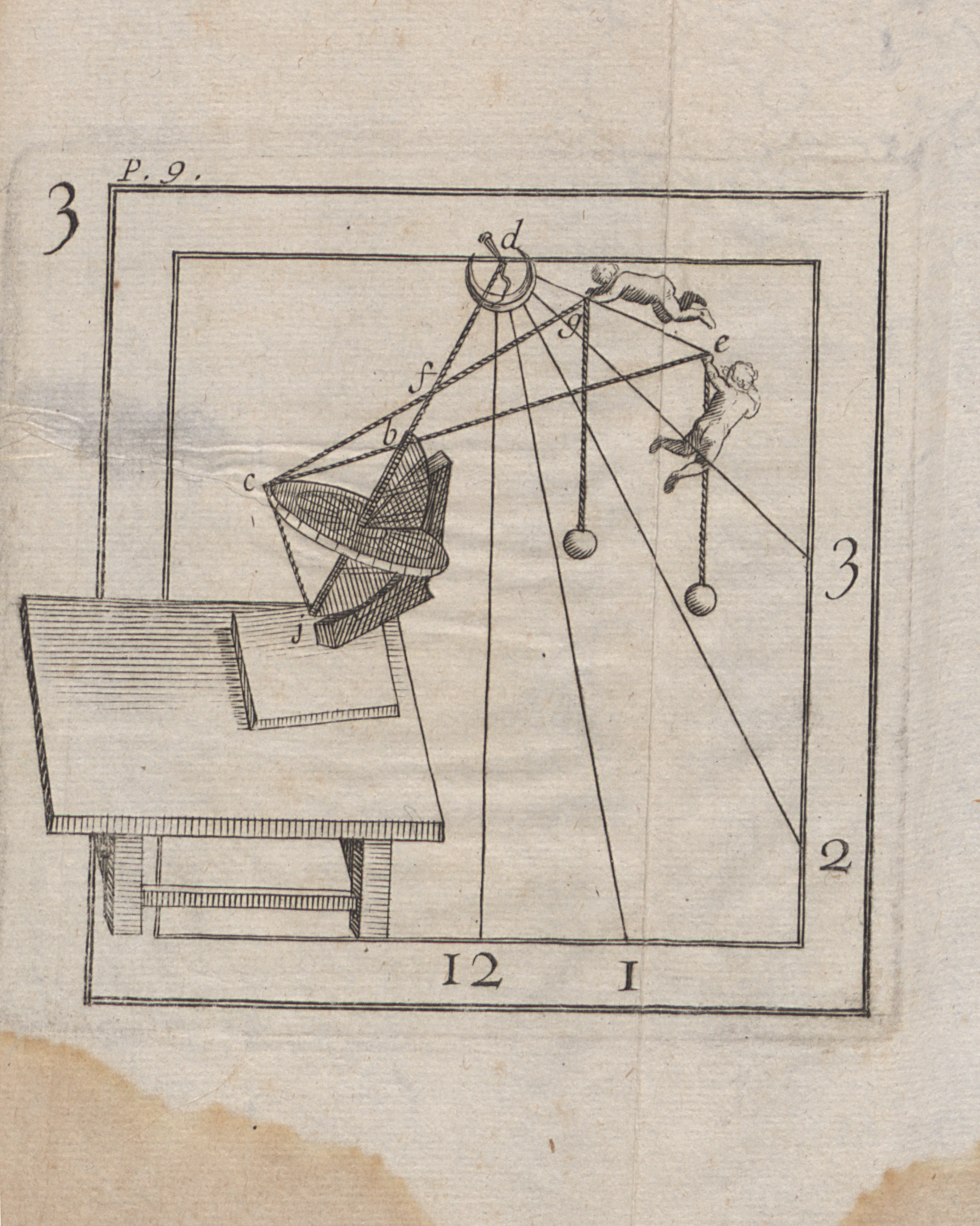
Deux machines propres à faire les quadrans (1687). Plate

Em 1674 Pardies publicou o atlas estelar Globi coelestis in tabulas planas redacti descriptio em Paris. O atlas foi parcialmente baseado no trabalho de outro cientista jesuíta francês, Thomas Gouye. O atlas foi gravado por G. Vallet e dedicado a João Frederico de Brunsvique-Luneburgo. As figuras da constelação são extraídas de Uranometria , mas foram cuidadosamente retrabalhadas e adaptadas a uma visão mais ampla do céu. Em 1693 uma nova edição foi publicada e em 1700 outra edição apareceu. Elas incluem novas informações, como as trajetórias dos cometas observados desde 1674. O atlas usa projeção gnomônica para que os mapas constituam um cubo do universo. O atlas serviu de modelo para os mapas estelares de William Rutter Dawes publicados em 1844.

Globi coelestis in tabulas planas redacti descriptio
Plate 1
Plate 2
Plate 3
Plate 4
Plate 5
Plate 6